# Cmentarz wojskowy w Bielsku-Białej
Cmentarz wojskowy w Bielsku-Białej – zabytkowy cmentarz wojskowy znajdujący się w Bielsku-Białej, w południowej części os. Wojska Polskiego (dzielnica Aleksandrowice), przy ul. Saperów.
Został utworzony w 1921 r. na potrzeby bielskiego garnizonu.
Centralną część cmentarza stanowi prostokątny plac, przy którym znajdują się trzy pomniki:
- ogólny pomnik żołnierski ("bojowników o wolność i demokrację")
- upamiętniający ofiary zbrodni katyńskiej pochodzące z Bielska-Białej i okolic
- ku czci żołnierzy Armii Krajowej

Wokół niego usytuowane są kwatery z 53 grobami, tylko częściowo wymienionych z nazwiska, żołnierzy, którzy zmarli w latach 1921–1939.
Wzdłuż głównej alei, biegnącej od bramy do głównego placu, znajdują się mogiły zbiorowe, m.in. żołnierzy poległych w wojnie obronnej Polski (m.in. w bitwie pod Węgierską Górką), żołnierzy poległych w 1945 r. i harcerzy, którzy zginęli w czasie II wojny światowej.